# Мел
Мел (итал. Mel) је насеље у Италији у округу Белуно, региону Венето.
Према процени из 2011. у насељу је живело 1744 становника. Насеље се налази на надморској висини од 319 м.

## Становништво
Према резултатима пописа становништва 2011. у општини је живело 6.182 становника.
| 1951. | 1961. | 1971. | 1981. | 1991. | 2001. | 2011. |
| ----- | ----- | ----- | ----- | ----- | ----- | ----- |
| 8.311 | 7.640 | 6.733 | 6.749 | 6.393 | 6.248 | 6.182 |